# باغداسار دبیر
باغداسار دبیر (ارمنی: Պաղտասար Դպիր؛ انگلیسی: Paghtasar Dpir Pałtasar Dpir) زاده ۷ ژوئن ۱۶۸۳ – درگذشته ۱۷۶۸ ) شاعر، نقاش، موسیقیدان و دانشمند پرآوازهٔ ارمنی در سده هجدهم میلادی بود.

## زندگی
باغداسار دبیر در ربع آخر سده ۱۷ (میلادی) در کنستانتینوپل تولد یافت. در میان آثار این شاعر، غزل‌هایش از اهمیت فراوانی برخوردارند و بسیاری از آن‌ها توسط مردم به صورت تصنیف خوانده شده‌است. سبک و بیان شعری باغداسار دبیر مستقل و خود ویژه است و پس از او هیچ شاعری به شیوهٔ او نسروده است.
در اشعار اجتماعی باغداسار دبیر اوضاع تاریخی و مناسبات اجتماعی دوران وی بازتاب یافته‌است. شاعر که شاهد ستم ملی و اجتماعی و رنج هم میهنانش زیر یوغ اسارت «ترکان عثمانی» و «شاهان ایرانی» بود، از رنج‌ها و دردهای همنوعانش به مثابهٔ وجدان بیدار زمانه، دردمند و آزرده گردیده و شعرهایش را به فریاد ضد بی عدالتی و ستم، بدل کرده‌است.
دستور زبان دوجلدی او از شهرت فراوانی برخوردار بوده‌است. از وی اشعار بسیاری بجا مانده است. مجموعه اشعار «سرودنامه کوچک باغداسار دبیر» در سال ۱۷۲۳ میلادی منتشر شد.
باغداسار در شعری راجع به خود می‌نویسند:
«غریبم، از وطنم دور شده‌ام،
دوست محبوب و بی همتایم را گم کرده‌ام،

شب‌ها در رؤیا و روزها در قلب من جای دارد.»